# (835) Olivia
(835) Olivia es un asteroide perteneciente al cinturón exterior de asteroides descubierto el 23 de septiembre de 1916 por Maximilian Franz Wolf desde el observatorio de Heidelberg-Königstuhl, Alemania.
Se desconoce la razón del nombre.

## Características físicas

Huecos de Kirkwood: Histograma de la distribución de asteroides con la distancia al Sol.

Tiene un diámetro aproximado de 35,66 km, con una masa estimada de 5 × 1016 kg que representa el 0,002 % de la masa del cinturón de asteroides. Se asume que tiene la misma densidad que Ceres, clasificado como planeta enano desde el 22 de agosto de 2006, que también está situado en el cinturón de asteroides.
Su albedo es de 0,024. Este albedo tan bajo significaría que es de color oscuro, posiblemente rojo intenso, con lo que al menos en superficie ha de tener gran cantidad de carbono, y como asteroide, se clasificaría dentro del Tipo D, algo que concuerda con la distancia al Sol de este tipo no muy frecuente de asteroides en las cercanías del hueco de Kirkwood 2:1.
Su gravedad superficial es de 0,01 m/s², es decir, unas 1000 veces menor que en la superficie de la Tierra.